# Eamon (jeu vidéo)
 (mai 2017).
Si vous disposez d'ouvrages ou d'articles de référence ou si vous connaissez des sites web de qualité traitant du thème abordé ici, merci de compléter l'article en donnant les références utiles à sa vérifiabilité et en les liant à la section « Notes et références ».
Eamon, autrement appelé The Wonderful World of Eamon, est un jeu d'aventure textuelle créé par Donald Brown, sorti en 1980 sur l'Apple II. Il est le précurseur des multi-user dungeon (abrégé en MUD). Il a pour successeur Swordthrust.

## Système de jeu

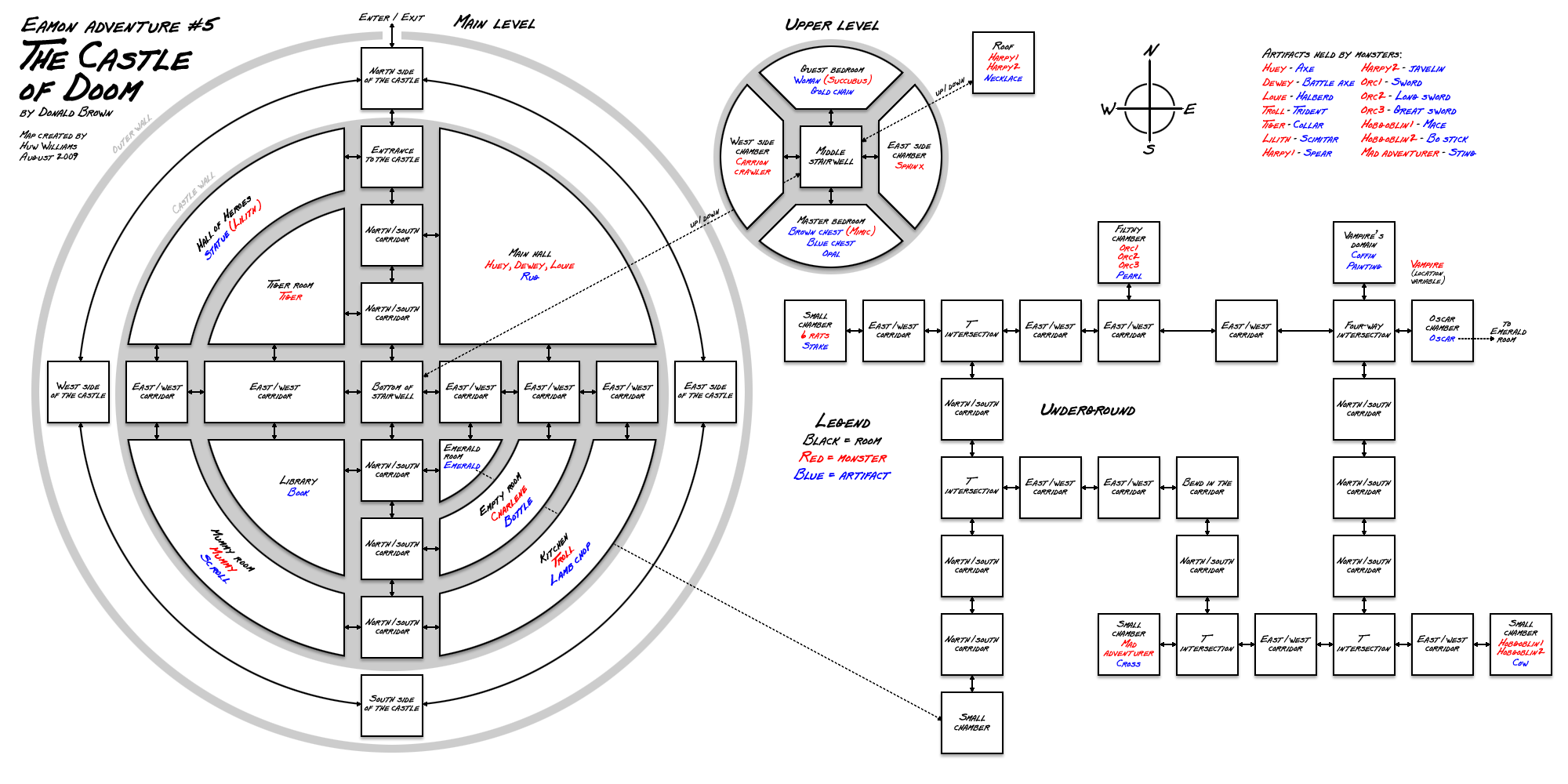
Plan du château dans le jeu Eamon.

Eamon plonge le joueur dans un monde médiéval rempli de magie et peuplé de créatures étranges. Il joue le rôle d'un aventurier en quête de richesses et d'expérience. La plupart des aventures se déroulent dans des donjons, des châteaux ou des forêts.
L'interface du jeu est similaire à celle de la plupart des autres aventures textuelles. Le jeu décrit l'environnement du personnage puis invite le joueur à entrer une commande. Ces commandes permettent le déplacement, l'utilisation d'armes, l'obtention d'équipements, l'interaction avec d'autres personnages, le lancer de sorts magiques ou encore le contrôle de l'inventaire. Les joueurs possèdent un nom ainsi que trois attributs : la force, l'agilité et le charisme. Ils commencent l'aventure avec 200 pièces d'or.

## Postérité
Eamon est connu pour être l'un des premiers jeux d'aventure conçu pour être modulable, à l'aide d'extensions écrites par Brown ou par les joueurs eux-mêmes. Le « Main Hall » sert de base aux personnages pour conserver leurs attributs et leurs statistiques lors du transfert entre les différentes aventures. La communauté Eamon a écrit plus de 250 aventures dans des genres et dans des langues variés. La qualité variable a poussé les fans à publier des critiques dans une newsletter.
Le jeu est l'une des entrées de l'ouvrage Les 1001 jeux vidéo auxquels il faut avoir joué dans sa vie.